# Ärtbladlus
Ärtbladlus (Acyrthosiphon pisum) är en insektsart som först beskrevs av Harris, M. 1776.  Acyrthosiphon pisum ingår i släktet Acyrthosiphon och familjen långrörsbladlöss. Arten är reproducerande i Sverige. Den lever på de flesta ärtväxter, men föredrar ärter och är vanlig de flesta år i södra Sverige. Ärtbladlusen används som modellorganism och är det första kända djuret som kan syntetisera karotener.

## Livscykel

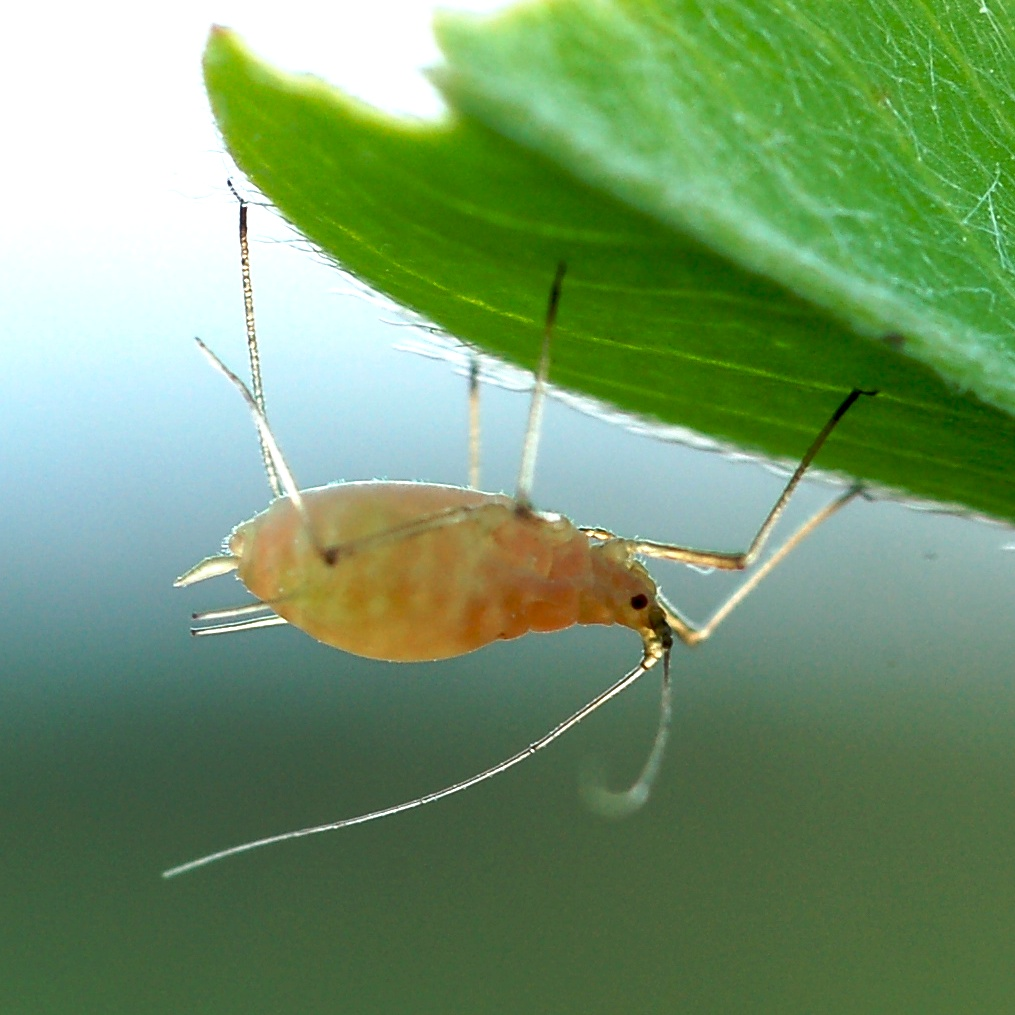
En ärtbladlus på alfalfa. Den orange färgen kommer från karotener.

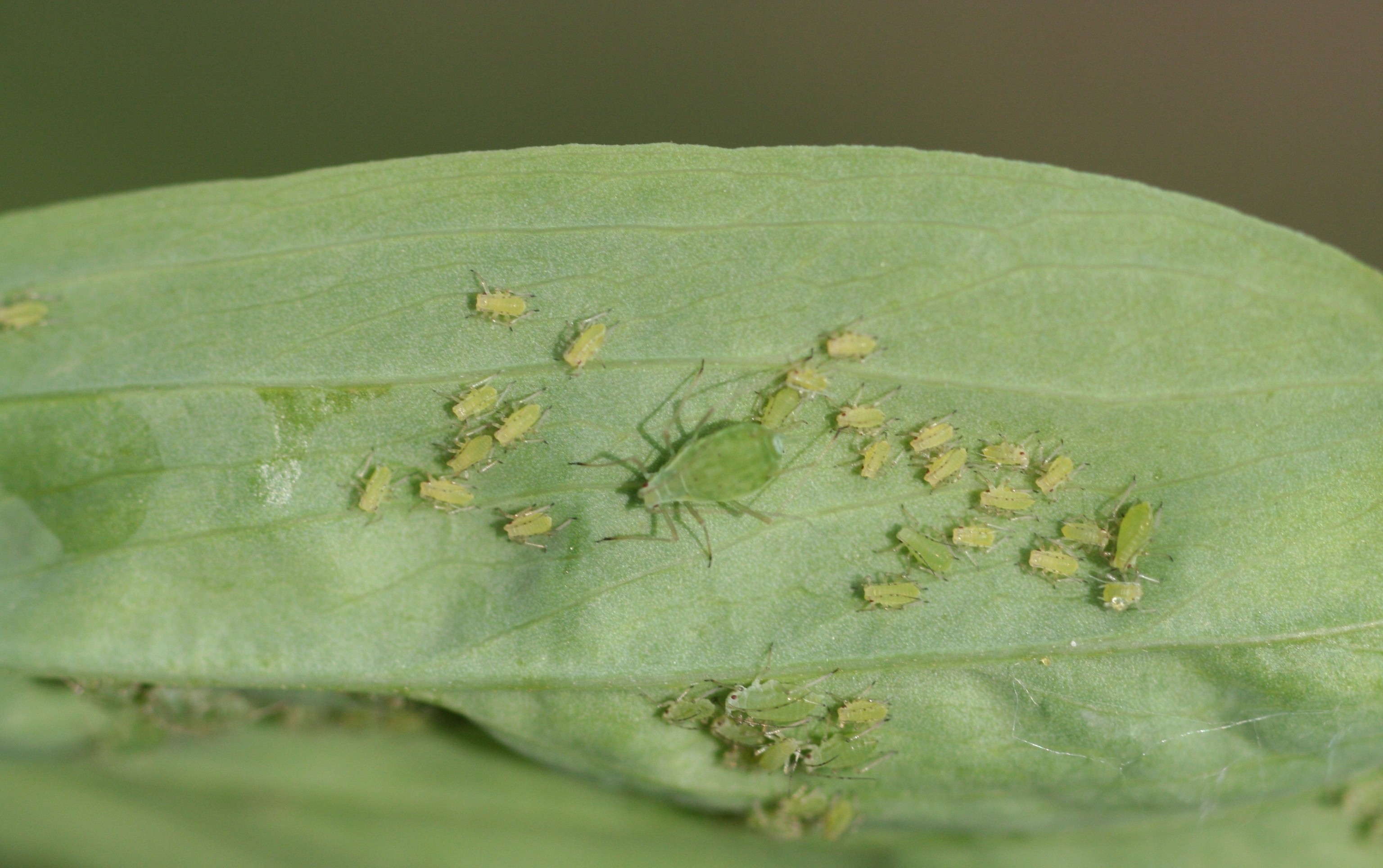

Ärtbladlusens ägg övervintrar på perenna baljväxter, t.ex. i klövervallar. Äggen kläcks sedan på våren och många av dessa individer blir bevingade som vuxna och kan då flyga till alla anuella baljväxtarter. Dock så föredrar den ärt.  Där reproducerar sig honorna asexuellt, och i början av säsongen så blir majoriteten av avkommorna vinglösa. De vinglösa individerna suger växtsaft från grödan, vilket påverkar skörden negativt. När grödan börjar mogna så ökar andelen bevingade individer igen, och de flyger i sin tur tillbaka till perenna baljväxter. Där sker sexuell reproduktion och befruktade ägg läggs, som sedan övervintrar. 

## Skadegörare och bekämpning
Ärtbladlusen finns i stora delar av världen, och även i Sverige. Den suger växtsaft från dess värdväxt, där ärt är vanligast, vilket är skördenedsättande och därmed påverkar odlaren ekonomiskt negativt. Hur stort angreppet blir, är starkt korrelerande med temperatur, varmt väder ger en större population av ärtbladlusen. Populationen hämmas delvis av naturliga fiender, t.ex. som av parasitsteklar men kan vid behov bekämpas kemiskt. 

## Underarter
Arten delas in i följande underarter:
- A. p. pisum
- A. p. ononis